# 夏尔·格莱尔
夏尔·格莱尔（Marc Gabriel Charles Gleyre，1806年5月2日—1874年5月5日），19世纪瑞士艺术家，画风兼顾古典主义和印象主义风格。
早年即定居法国。1843年，参与到保罗·德拉罗什的绘画室，之后指导许多年轻的艺术家，其中包括莫奈、皮埃尔-奥古斯特·雷诺阿、阿尔弗雷德·西斯莱、詹姆斯·艾伯特·麦克尼尔·惠斯勒和路易·弗雷德里克·许岑贝格尔。